# 豆象科
豆象科（学名：Bruchidae）是鞘翅目下的一个科。

## 下属分类
本科包括以下属：
- Mesolaria Zhang, 1986
- Sulcobruchus Chûjô, 1937